# Mesembrius ctenifer
Mesembrius ctenifer är en tvåvingeart som beskrevs av Hull 1941. Mesembrius ctenifer ingår i släktet Mesembrius och familjen blomflugor.
Artens utbredningsområde är Madagaskar. Inga underarter finns listade i Catalogue of Life.